# 乔良 (体操运动员)
喬良（1968年1月1日—），北京人，中國退役男子體操運動員。曾擔任中國國家體操隊副隊長，在國際賽事中獲得多個獎項。1991年退役后移居美國，在衣阿華州得梅因市的衣阿華州立大學勤工儉學。1998年開設自己的體操學校——「喬氏體操舞蹈學校」，并擔任主教練。著名美國女子體操運動員肖恩·約翰遜，嘉比爾·杜格拉斯等為其得意門生。2008年和2012年擔任美國女子體操隊主教練并帶隊出征奧運会并取得金牌。

## 个人信息
乔良与前中国国家体操队运动员庄丽文结婚并且育有一子。2002年乔良入籍美国成为美国公民。

## 獎項
- 1989年世錦賽
  - 男子團體銅牌
- 1990年世界盃德國站
  - 個人全能金牌
  - 自由體操金牌
  - 吊環銀牌

## 外部連結
- 喬氏體操舞蹈學校（页面存档备份，存于）
- NBC檔案
- 美國體操協會檔案